# José Luis Sánchez Capdevila
José Luis Sánchez Capdevila, kurz Capdevila (* 12. Februar 1981 in Saragossa) ist ein spanischer Fußballspieler. Zum 1. August 2020 beendete er seine aktive Spielerlaufbahn.

## Spielerkarriere

### Real Madrid
José Capdevila stammt aus der Jugend von Real Madrid. In der Saison 2000/2001 spielte er für das C-Team der „Königlichen“ in der Tercera División. Anschließend ging er zum Amateurclub AD Alcorcón, wo er sich durchsetzen und einen Stammplatz erspielen konnte. Für die Saison 2002/2003 bekam Capdevila die Möglichkeit zu Real zurückzukehren, welche er sich nicht entgehen ließ. Da er für das B-Team allerdings nur sechs Einsätze nach der Hinrunde vorzuweisen hatte, zog es ihn wieder fort. In der Winterpause wechselte der Mittelfeldspieler schließlich zum Drittligisten Hércules CF, mit dem er aufstieg.

### Die folgenden Jahre
Nach seinem Jahr in Liga 2 verließ er die Alicantiner wieder, um bei Aufsteiger FC Pontevedra zu spielen. Da er mit den Galiciern jedoch im selben Jahr noch abstieg, wechselte er erneut den Verein, so dass Capdevila 2005 bis 2009 bei Real Valladolid spielte. Mit Valladolid stieg er in der Saison 2006/2007 als Tabellenerster in die Primera División auf. 2008 wechselte er zu Real Murcia und 2010 zu Deportivo Xerez, wo er für zwei weitere Jahre unter Vertrag blieb. 2012 unterschrieb er beim bei dem erst 2011 gegründeten Verein Huracán Valencia Club de Fútbol, um in der Gruppe 3 der zweiten Liga B zu spielen. Dort hatte er eine großartige Saison und stand kurz vor dem Aufstieg in die Liga Adelante, aber die Mannschaft verlor das entscheidende Spiel gegen Real Jaén. Im Juli 2013 wechselte Capdevilas zu Club Bolívar der Bolivianischen Profifußballliga. Hier spielte er bis 2017. Danach ging er für ein Jahr nach Peru zu Sport Boys. Am 4. Juli 2019 unterschrieb er bei AD Unión Adarve in Madrid und beendete zum 1. August 2020 seine aktive Spielerlaufbahn.

## Erfolge
- 2002/03 – Aufstieg in die Segunda División mit Hércules CF
- 2006/07 – Aufstieg in die Primera División mit Real Valladolid